# Пшемишълски окръг
Пшемишълски окръг (на полски: Powiat przemyski) е окръг в Югоизточна Полша, Подкарпатско войводство. Заема площ от 1211,22 км2.
Административен център е град Пшемишъл, който не е част от окръга.

## География
Окръгът се намира в историческата област Червена Рус. Разположен е в източната част на войводството.

## Население
Населението на окръга възлиза на 73 778 души (2012 г.). Гъстотата е 61 души/км2.

## Администартивно деление
Административно окръгът е разделен на 10 общини.
Селски общини:
- Община Бирча
- Община Дубецко
- Община Журавица
- Община Крашичин
- Община Кшивча
- Община Медика
- Община Орли
- Община Пшемишъл
- Община Стубно
- Община Фредропол

## Фотогалерия
- Бирча
- Дубецко
- Фредропол
- Крашичин
- Кшивча
- Медика
- Стубно
- Журавица